# باس سافاج
باس سافاج (بالإنجليزية: Bas Savage) هو لاعب كرة قدم بريطاني، ولد في 7 يناير 1982 في واندزوورث في المملكة المتحدة. لعب مع برايتون أند هوف ألبيون ونادي بريستول سيتي ونادي بوري ونادي ترانمير روفرز لكرة القدم ونادي ريدنغ ونادي غيلينغهام ونادي ميلوول ونادي نورثامبتون تاون وويكمب وندررز.

## وصلات خارجية
- باس سافاج على موقع Soccerbase.com (لاعب) (الإنجليزية)
- باس سافاج على موقع Soccerway.com (الإنجليزية)
- باس سافاج على موقع عالم كرة القدم.نت (الإنجليزية)